# Orangeburg (New York)
Orangeburg statisztikai település az USA New York állam Rockland megyéjében. Lakosainak száma 4565 fő (2020. április 1.).

## Népesség
A település népességének változása:

| 2010 | 4 568 |
| 2020 | 4 565 |